# Sid Ahmed Ould Teguedi
Sid Ahmed Ould Teguedi (Nouakchott, 15 novembre 1984) è un calciatore mauritano, centrocampista dell'Olympique Safi.